# 유고 (임악열후)
유고(劉固, ? ~ 기원전 55년)는 전한 후기의 제후로, 중산정왕의 증손이다.

## 생애
아버지 유건의 뒤를 이어 임악후(臨樂侯)에 봉해졌다.
오봉 3년(기원전 55년)에 죽으니 시호를 열(列)이라 하였고, 아들 유만년이 작위를 이었다.

## 출전
- 반고, 《한서》 권15상 왕자후표 上

| 선대 아버지 임악헌후 유건 | 전한의 임악후 ? ~ 기원전 55년 | 후대 아들 임악절후 유만년 |